# Jamunabrug

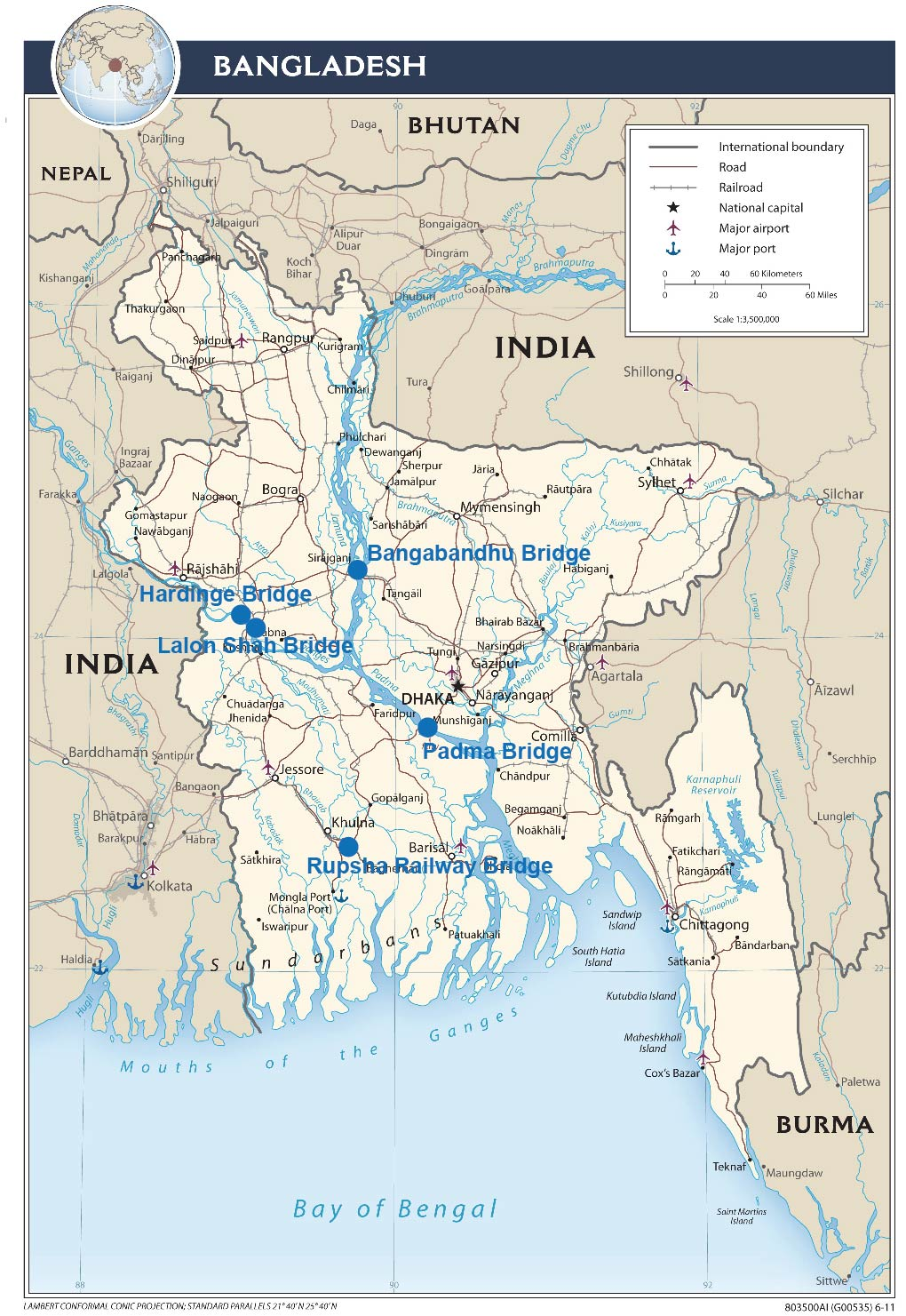
Grote bruggen in Bangladesh

De Jamuna Multi-purpose Bridge heet officieel de Bangabandhu Bridge,  (বঙ্গবন্ধু বহুমুখী সেতু Jomuna Bohumukhi Setu). Deze brug is geopend in Bangladesh in juni 1998. De brug verbindt Bhuapur aan de oostoever van de Jamuna met Sirajganj op de westoever. Het was de op 10 na langste brug ter wereld ten tijde van de bouw in 1998
en is op dit moment (december 2018) de op 5 na langste brug in Zuid-Azië. In 2022 is de Padmabrug geopend, die 6150 m lang is.

## Aanleiding tot de bouw
De zeer brede rivier Jamuna (op sommige plaatsen 40 km) deelt Bangladesh in twee delen, hetgeen een probleem is voor de communicatie tussen de twee delen. Gezien de breedte van de rivier, de diepte van de geulen en de onberekenbaarheid van de ligging van de geulen in het hoogwaterbed was een brug moeilijk te financieren. Een feasibility study van Freeman Fox and Partners in 1969 gaf de aanbeveling om voor US$ 175 miljoen een gecombineerde weg-spoorbrug te bouwen. Een JICA study uit 1973 kwam tot een schatting van US$ 420 miljoen. In 1985 kreeg Bangladesh van de UNDP een gift voor de bouw van deze brug. In opdracht van de UNDP benoemde de Wereldbank een panel van experts die de mogelijkheid van deze brug moest onderzoeken. Prof. Jan Agema was een van de drie leden van dit panel. Vervolgens is een consultant benoemd voor het maken van het ontwerp. Dit werd een combinatie van Nedeco en het Engelse ingenieursbureau Rendel, Palmer & Triton. RPT was verantwoordelijk voor de bovenbouw, en Nedeco voor de rivierwerken. Een lokaal ingenieursbureau (BCL) was verantwoordelijk voor de wegenbouw.
De uiteindelijke brug bestaat uit één brug met daarom een (2 strooks) verkeersweg en een spoorlijn, samen met een 230 kV hoogspanningsleiding, een 750 mm hogedruk gasleiding en de nodige kabels voor telecommunicatie.

## Morfologische studie
Omdat de Jamuna een zeer grillige rivier is, met een sterk variërende rivierafvoer werd veel aandacht aan de riviermorfologie besteed. Na afronding van de eerste fase van de studie was er nogal wat vertraging. Dit kwam omdat de financiers nog niet overtuigd waren van de haalbaarheid van het project. Dit gaf wel de mogelijkheid om langer veldmetingen te doen. 
Metingen in het veld en satellietopnamen hadden aangetoond dat de totale breedte van de rivierbeddingen in een dwarsprofiel loodrecht op de stroomrichting in de laagwaterperiode vrij constant 3,5 km bedroeg. Een bruglengte van 4 km was dan voldoende geweest. Een 100-jaar piekafvoer (91000 m3/s) en een minimaal toelaatbare opstuwing door de vernauwing van het hoogwaterbed door brug en toevoerdammen in de uiterwaarden, leidden tot een bruglengte van 4,5 à 5 km. Hierbij moet worden aangetekend dat andere ontwerpers eerder aanzienlijk langere bruggen hadden voorgesteld. De extra kosten van langere bruggen waren dan weer ten dele gecompenseerd door besparing op de rivierwerken. De redenering was dat lange bruggen geen rivierwerken behoefden.
Dit laatste was volgens de rivierkundigen van Nedeco pertinent onjuist: alhoewel de geulen van de rivier slingeren binnen een vrij goed te definiëren zone (de zogenoemde ‘braid belt’), is verschuiving van deze zone, al is het maar tijdelijk, niet geheel uitgesloten.
Rivierwerken zijn enerzijds nodig om de stabiliteit van de landhoofden van de brug te garanderen, anderzijds om te voorkomen dat de rivier tracht door een toevoerdam in de uiterwaard te breken om achter de brug langs een nieuwe hoofdgeul te zoeken.

## Geleidedammen
De rivierwerken voor de Jamunabrug bestaan in deze ongetemde rivier uit een systeem van geleidedammen en vaste punten. Elke geleidedam heeft min of meer de vorm van een banaan, een lengte van 2,1 of 2,2 km op de (gemiddelde) waterlijn en een aanlegdiepte van 27 of 30 m (de laatste alleen in de brug-corridor) onder het niveau van de uiterwaard. Bovenstrooms van de brug en de geleidedammen bevinden zich twee vaste punten. In wezen zijn dit van nature aanwezige, al dan niet versterkte punten die er in het verleden voor gezorgd hebben dat de rivier hier over een zekere lengte in een relatief nauw hoogwaterbed stroomt.
De ontwerpers van de rivierwerken hebben dankbaar gebruikgemaakt van deze situatie. Het vaste punt aan de westzijde wordt gevormd door de oeververdediging van de stad Serajganj, aan de oostzijde gaat een onverdedigde oever dankzij een hoog kleigehalte, erosie door de rivier tegen. De oeververdediging van Serajganj is versterkt in het kader van een ander project en de kleiige oever bij Bhuapur aan de oostzijde is omgevormd tot vast punt door middel van een 1700 m lange oeververdediging.
De afstand tussen deze vaste punten en de noordeinden van de geleidedammen is aan elke kant van de rivier zodanig (5 à 6 km) dat meanderende riviergeulen niet tot de toevoerdammen in de uiterwaard kunnen doordringen.
Een belangrijke factor bij het ontwerp was de ondergrond van fijn tot zeer fijn zand met een hoog micagehalte en een losse tot gemiddelde pakking. De hoge sedimentafvoer van de rivier (600 miljoen ton per jaar) samen met de wisseling in afvoer (gemiddeld in een jaar variërend van 6000 tot 65000 m3/s) kan plaatselijk leiden tot diepe uitschuring.
Veldmetingen en modelproeven deden verwachten dat langs de geleidedammen plaatselijk ontgrondingen zouden kunnen optreden tot 43 m beneden het maaiveldniveau van de uiterwaard. Op basis hiervan zouden de taluds van de geleidedammen dan ook tot die diepte verdedigd moeten worden. Dit zou niet alleen grote hoeveelheden baggerwerk met zich meebrengen, maar is ook ongewenst gezien de maximaal mogelijke zuigdiepte van cutterzuigers.
Er is een film op youtube (28 min) Jamuna bridge, season 1 over de bouw van de geleidedammen en de oeverbescherming.

## Onderwatertaluds
Dit alles overwegend is besloten de teen van het talud op 30 m beneden het maaiveld te projecteren en voor de mogelijke diepere uitschuring enerzijds probabilistische ontwerpprincipes toe te passen en anderzijds te rekenen op de werking van een zogenoemd ‘falling apron’. In feite is dit niet meer dan een dikke laag stortsteen langs de teen van het onderwatertalud. Ervaring in India heeft aangetoond dat zo’n laag bij eventuele uitschuring, bescherming van het talud tegen erosie zal geven door nazakking tot een onregelmatig talud van ongeveer 1:2 tot in de ontgrondingskuil.
Een groot probleem bij het baggeren van de onderwatertaluds vormde de gevoeligheid van het zand voor zettingsvloeiingen. Dit fenomeen was al voor het begin van de uitvoering aan ontwerper en aannemer bekend. Er was dan ook na het geotechnisch onderzoek, begin 1987, besloten om voor het hogere onderwatergedeelte van het talud een helling 1:5 toe te passen, terwijl voor het diepere gedeelte zou kunnen worden volstaan met een helling 1:3,5. Ook zou het baggeren zeer zorgvuldig in lagen moeten plaatshebben.
Toch bleek bij aanvang van de baggerwerkzaamheden voor de geleidedammen dat reeds een minimale verstoring aanleiding gaf tot zeer omvangrijke zettingsvloeiingen in het 30 m hoge onderwatertalud, voordat daar de bescherming met geotextiel zinkstukken (met hun lengte van meer dan 150 m de langste ooit ter wereld geplaatst) en steenbestorting was voltooid. Met het oog op de beperkte bouwtijd voor een geleidedam (één laagwaterseizoen) en de gewenste kwaliteit en integriteit van de oeverbescherming, is besloten het dieper gelegen talud een helling van 1:6 te geven.
Bij het uitgebreide veld- en laboratoriumonderzoek dat na deze zettingsvloeiingen is geïnitieerd, is geconstateerd dat nu ook op grotere diepte een losse pakking van het zand voorkwam, alsmede veel meer mica dan bij vroeger onderzoek was gevonden. Het vermoeden bestaat dat de extreme hoogwaters van 1987 en 1988 debet zijn aan deze veranderingen. Voorts is geconcludeerd dat de aanwezigheid van mica in combinatie met een losse pakking sneller tot zettingsvloeiing leidt dan in de situatie zonder mica.

dwarsdoorsnede

## De brug
Het was bekend dat een brug met overspanningen van ongeveer 100 m in de gegeven situatie het optimum benadert en er werd van uitgegaan dat de bovenbouw zowel in staal als in voorgespannen beton kon worden gebouwd.
Bekend was dat bij het funderen van de brug rekening moest worden gehouden met de eerder genoemde diepe uitschuring, terwijl door het hoge micagehalte van het zand horizontale krachten slecht door de ondergrond zouden worden opgenomen. Ten slotte dienden fundering en brug bestand te zijn tegen aardbevingen.
De draagkrachtige laag waarop de palen staan bevindt zich op 82 m onder het maaiveld. Het ontwerp van de onderbouw van de succesvolle inschrijver behelsde brugpijlers met drie buispalen van 2,5 m diameter, dan wel twee buispalen van elk 3,15 m diameter. Om die 121 palen te schoor (6:1) 70 m diep in de rivierbedding te heien was een zeer zwaar hydraulisch heiblok nodig waarbij een offshore heiponton van 19660 DWT met 960 ton hefvermogen werd gebruikt.
Omdat het heiponton alleen tijdens het hoogwaterseizoen de rivier op en af kon varen, moesten alle palen in één laagwaterseizoen worden geheid. De palen zijn na het uitpompen van het zand gevuld met onderwaterbeton, waarna vervolgens de rest van de betonvulling in den droge werd aangebracht.
De brugpijlers zijn gevormd door op elke paalgroep een omgekeerde, 300 ton zware, afgeplatte holle betonnen kegel te plaatsen, waarna pijlervoet en pijlerwand konden worden gestort.
De betonnen bovenbouw van de uitbouwbrug bestaat uit een 4800 m lange enkele kokerligger met variërende hoogte. Hiertoe zijn 50 pijlerelementen (elk 2 m lang en 186 ton zwaar), 1152 ‘standaard’ elementen (4 m lang) en nog eens 6 scharnierelementen geprefabriceerd. Al deze elementen zijn geplaatst door middel van de symmetrische uitbouwmethode.
Hiertoe schoof een 600-tons stalen vakwerkconstructie steeds een overspanning op, waarna weer twee halve overspanningen vanuit een pijlerelement konden worden uitgebouwd. De ‘sluitvoeg’ in het midden van elke overspanning werd ter plaatse gestort.
De prefabricage en het monteren van de brugelementen verliep, na een initiële inwerkperiode, voorspoedig. Bij de prefabricage werden uiteindelijk 96 elementen per maand gemaakt; voor het plaatsen van de elementen in een overspanning van 100 m waren ten slotte nog maar zes tot zeven dagen nodig.

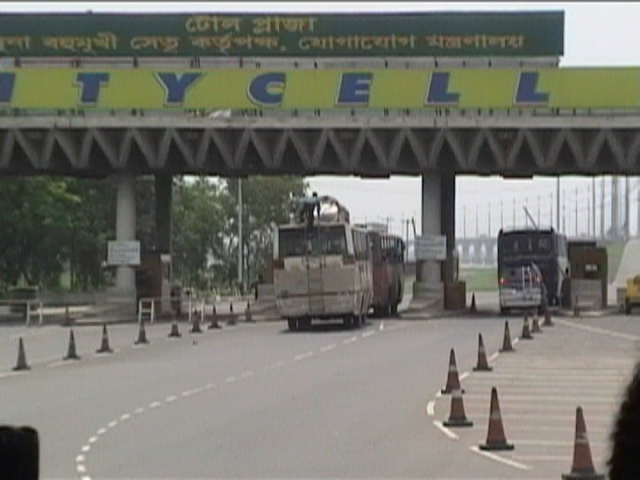
Zuidelijk tolplein

## Aansluitingen
De brug is een tolbrug. De tolgelden worden vooral gebruikt voor het onderhoud van de brug (dus niet voor de aflossing van de lening voor de bouw). Een probleem was dat ten westen van de brug de spoorwegen het vooral breedspoor was, en ten oosten van de brug normaalspoor. Uiteindelijk is traject vanaf de brug tot aan Dhaka uitgebouwd als "dubbel uitgevoerd spoor".

## Gebruikte materialen (in tonnen)
- Breuksteen uit India, Bhutan en Indonesië: 1.500.000
- Rolstenen (aangevoerd over land uit Noord-Bangladesh): 770.000
- Toeslagmaterialen voor beton: 350.000
- Cement: 57.000
- Staal voor buispalen: 34.000
- Wapeningsstaal: 16.000
- Voorspanstaal: 5.200

Op piekmomenten waren er bij de bouw 5700 Bangladeshi en 300 Expats betrokken.

## Kosten
- 247 miljoen US$ Brug en aanbruggen (door Hyunday, Zuid-Korea)
- 276 miljoen US$ Rivierwerken (HAM-van Oord, Nederland)
- 55 miljoen US$ Wegenaanleg (Samwhan Corp, Zuid-Korea)

## Agemaprijs
In 2001 heeft dit project de Agemaprijs voor innovatief waterbouwkundig project gewonnen. De Agemaprijs wordt eens in de vijf jaar uitgereikt.